# Hierarquia militar da Marinha Russa

Emblema da Marinha Russa

A Marinha da Federação Russa herdou as patentes  da Marinha Soviética, embora as insígnias e uniformes estivessem ligeiramente alterados. A marinha usa predominantemente patentes de estilo naval, mas também usa patentes ao estilo do exército para algumas especializações, incluindo aviação naval, infantaria naval e medica.

## Patentes e Insígnias
A seguir uma tabela com as insígnias, postos e graduações da Marinha da Federação Russa. A tradução em português é apresentada primeiro, seguida pela versão russa, em seguida, a transliteração.
| Categoria         | Posto                                                      | Insignia   |
| ----------------- | ---------------------------------------------------------- | ---------- |
| Oficiais Generais | Almirante da Frota (Адмирал флота) (Admiral flota)         |            |
| Oficiais Generais | Almirante (Адмирал) (Admiral)                              |            |
| Oficiais Generais | Vice-Almirante (Вице-адмирал) (Vitse-admiral)              |            |
| Oficiais Generais | Contra-Almirante (Контр-адмирал) (Contre-admiral)          |            |
| Oficiais Seniores | Primeiro-Capitão (Капитан 1-го ранга) (Kapitan 1-go ranga) |            |
| Oficiais Seniores | Segundo-Capitão (Капитан 2-го ранга) (Kapitan 2-go ranga)  |            |
| Oficiais Seniores | Terceiro-Capitão (Капитан 3-го ранга) (Kapitan 3-go ranga) |            |
| Oficiais Juniores | Tenente-Capitão (Капитан-лейтенант) (Kapitan-leytenant)    |            |
| Oficiais Juniores | Tenente-Sênior (Старший лейтенант) (Starshey leytenant)    |            |
| Oficiais Juniores | Tenente (Лейтенант) (Leytenant)                            |            |
| Oficiais Juniores | Tenente-Junior (Tenente Júnior) (Mladshiy leytenant)       |            |
| Cadete            | Cadete (Курсант) (Kursant)                                 | Sem Imagem |

*Os todos as patentes tem o seu ranque equivalente marcadas em azul.
1. ↑  Zvezda, Krasnaya (19 de maio de 2005). «Addenda to the Decree of the President of Russian Federation #531». Wayback Machine. Consultado em 14 de setembro de 2021